# Pharcoura biobio
Pharcoura biobio är en tvåvingeart som beskrevs av Daniel J. Bickel 2007. Pharcoura biobio ingår i släktet Pharcoura och familjen styltflugor. Inga underarter finns listade i Catalogue of Life.